# Ceratocanthus turquinensis
Ceratocanthus turquinensis är en skalbaggsart som beskrevs av Fernando de Zayas 1988. Ceratocanthus turquinensis ingår i släktet Ceratocanthus och familjen Hybosoridae. Inga underarter finns listade i Catalogue of Life.